# Чаруківська волость
Чаруківська волость — історична адміністративно-територіальна одиниця Луцького повіту Волинської губернії Російської імперії. Волосний центр — село Чаруків. 
Станом на 1885 рік складалася з 16 поселень об'єднаних у 14 сільських громад. Населення — 7407 осіб (3716 чоловічої статі та 3691 — жіночої), 664 дворових господарства.
Основні поселення волості:
- Чаруків — колишнє власницьке село, при річці Нарва, за 22 верст від повітового міста; волосне правління; 499 осіб, 55 дворів, православна церква, поштова станція, постоялий будинок, водяний млин.
- Бискупичі — колишнє державне та власницьке село, 278 осіб, 36 дворів, православна церква, постоялий будинок, водяний млин.
- Вигуричі — колишнє власницьке село при річці Нарва, 235 осіб, 28 дворів, православна церква, постоялий будинок.
- Городищі — колишнє власницьке село, 340 осіб, 39 дворів, православна церква, постоялий будинок, водяний млин.
- Городок — колишнє власницьке село при річці Чорноручка, 105 осіб, 31 двір, православна церква, постоялий будинок.
- Губин — колишнє власницьке село, 370 осіб, 37 дворів, православна церква, школа, постоялий будинок.
- Жабче — колишнє власницьке село, 257 осіб, 23 двори, православна церква (згоріла у 1876 р.)[2], постоялий будинок, водяний млин.
- Колодежі — колишнє власницьке село, при безіменному струмкові, 650 осіб, 62 двори, православна церква, постоялий будинок, водяний млин.
- Коршів — колишнє власницьке село при річці Чорноручка, 751 особа, 64 двори, православна церква, школа, постоялий будинок, кузня, водяний млин, маслобійний завод.
- Михлин — колишнє власницьке село, 220 осіб, 28 дворів, православна церква, постоялий будинок, водяний млин.
- Несвичі — колишнє власницьке село, 693 осби, 84 двори, православна церква, костел, школа, постоялий будинок, кузня, водяний млин, винокурний завод.
- Скурче — колишнє державне та власницьке село, 556 осіб, 61 двір, православна церква, костел, школа, постоялий будинок, 2 водяних млини.
- Угринів — колишнє власницьке село, при річці Яківка, 328 осіб, 33 двори, православна церква, постоялий будинок, водяний млин.
- Шклинь — колишнє власницьке село, 607 осіб, 60 дворів, православна церква, постоялий будинок, водяний млин.

## Під владою Польщі
18 березня 1921 року Західна Волинь відійшла до складу Польщі. Волость продовжувала існувати як ґміна Чарукув Луцького повіту Волинського воєводства в тих же межах, що й за Російської імперії та Української держави.
Польською окупаційною владою на території ґміни інтенсивно велася державна програма будівництва польських колоній і заселення поляками. На 1936 рік ґміна складалася з 45 громад:
1. Анатолья — колонія: Анатолья;
2. Андріївка — колонія: Андріївка;
3. Олександрівка — колонія: Олександрівка;
4. Адамів — колонії: Адамів, Людвиків і Мисин Кіст;
5. Береззя — село: Береззя;
6. Біскупче — село: Бискупичі;
7. Хоробрів — село: Хоробрів;
8. Чаруків — село: Чаруків;
9. Дубова-Корчма — колонія: Дубова Корчма та залізнична станція: Дубова-Корчма;
10. Григоровичі — село: Григоровичі;
11. Городок — село: Городок;
12. Городище — село: Городище;
13. Гаєнка — колонії: Гаєнка і Губинські-Будки;
14. Губин — село: Губин;
15. Губин Чеський — колонія: Губин Чеський;
16. Озеряни-Шляхецькі — колонія: Озеряни-Шляхецькі;
17. Юзефин — колонія: Юзефин;
18. Колодеже — село: Колодеже;
19. Ядвижин — колонії: Ядвижин, Колодезькі-Будки, Наталин і Ольжин;
20. Коршів — колонії: Коршів і Рудка;
21. Коршів — село: Коршів;
22. Красний Сад — колонія: Красний Сад;
23. Леонівка — колонія: Леонівка;
24. Мар'янівка — колонія: Мар'янівка;
25. Маруся — колонія: Маруся;
26. Михлин — село: Михлин;
27. Несвіч — село: Несвіч;
28. Ниви Губинські — колонія: Ниви-Губинські;
29. Одеради — колонія: Одеради;
30. Острів — колонія: Острів;
31. Сідмятки — село: Сідмятки;
32. Сенкевичівка — селище: Сенкевичівка;
33. Сергіївка — колонія: Сергіївка;
34. Скурче — колонії: Скурче, Калинівець, Матушів, Ступник і Загайник;
35. Шклинь — колонія: Шклинь;
36. Шклинь — село: Шклинь;
37. Шпрахи — село: Шпрахи;
38. Тертки — село: Тертки та фільварок: Старе Береззя;
39. Угринів — село: Угринів та фільварок: Угринів;
40. Вигуричі — село: Вигуричі;
41. Видумка — колонія: Видумка;
42. Жабче — село: Жабче;
43. Козакова Долина — колонії: Козакова Долина і Жабечник;
44. Загаї — колонія: Загаї;
45. Замогилля — колонія: Замогилля.

Після радянської анексії західноукраїнських земель ґміна ліквідована у зв'язку з утворенням Чаруківського (Сенкевичівського) району.